# صفیدون
صفیدون (به انگلیسی: Safidon) یک منطقهٔ مسکونی در هند است که در بخش جیند واقع شده‌است. صفیدون ۳۴٬۷۲۸ نفر جمعیت دارد و ۲۲۱ متر بالاتر از سطح دریا واقع شده‌است.